# 713
Năm 713 trong lịch Julius.